# Харина, Ирина Михайловна
Ирина Михайловна Харина (11 декабря 1921, Саратов — 2009, Москва) — советский хозяйственный, государственный и политический деятель. 
Директор Государственной публичной научно-технической библиотеки в 1978—1987 гг. Участница Великой Отечественной войны. Член КПСС.

## Биография
Родилась в 1921 году в Саратове. Отец был рабочим, мать служащей. Окончила среднюю школу в Москве. С сентября 1939 года по апрель 1942 года училась в Московском авиационном институте.
В период Великой Отечественной войны в апреле 1942 года добровольно вступила в Красную Армию и была отправлена на фронт. Служила в разведшколе Западного фронта. В составе специальной разведывательной группы был заброшена в тыл противника. При приземлении на парашютах группа была обнаружена и взята в плен немцами.
С мая по сентябрь 1942 года работала на заводе в городе Мюльхаузен. В сентябре 1942 года направлена в тюрьму Эрфурта. В январе 1943 года отправлена в лагерь Брауншвейг, с апреля 1943 года по январь 1945 года находилась в концлагере Освенцим. В январе 1945 года при эвакуации лагеря сумела бежать и скрывалась у местного населения до прихода Красной Армии.
С 1946 года — на хозяйственной, общественной и политической работе. В 1946—1987 гг. — старший лаборант славянского отделения филологического факультета МГУ, библиотекарь, старший, главный библиограф Государственной научной библиотеки Министерства высшего образования СССР, главный библиограф группы комплектования иностранной литературы отдела комплектования, заведующая отделом комплектования и научной обработки иностранной литературы и международного книгообмена, заместитель директора ГПНТБ СССР по научной работе, директор ГПНТБ.
Умерла в Москве в 2009 году.